# Mistrovství Československa v šachu
Mistrovství Československa v šachu byl šachový turnaj, jenž určoval nejlepšího československého hráče šachu. Konal se od roku 1919 až do roku 1992 (kdy se rozpadlo Československo). Jeho první ročník navázal na Mistrovství Čech v šachu, během 2. světové války ho vystřídalo Mistrovství Čech a Moravy v šachu a po rozdělení Československa k prvnímu lednu 1993 ho v České republice vystřídalo Mistrovství České republiky v šachu.

## Seznam vítězů
V závorce je uvedeno umístění v turnaji, pokud se Mistrovství Československa hrálo v rámci mezinárodního turnaje.
| Rok  | Místo                  | Zlato                | Stříbro              | Bronz                         | Šampiona žen            |
| ---- | ---------------------- | -------------------- | -------------------- | ----------------------------- | ----------------------- |
| 1919 | Praha                  | František Schubert   | Karel Opočenský      | Josef Hašek                   |                         |
| 1921 | Brno                   | Karel Hromádka       | Ladislav Prokeš      | Karel Treybal                 |                         |
| 1923 | Pardubice              | Max Walter           | Amos Pokorný         | Karel Vaněk                   |                         |
| 1925 | Bratislava             | Richard Réti         | Jindřich Engel       | Amos Pokorný                  |                         |
| 1927 | České Budějovice       | Karel Opočenský      | Max Walter           | Karel Hromádka                |                         |
| 1929 | Brno                   | Karel Opočenský      | Jan Schulz           | Amos Pokorný                  |                         |
| 1931 | Praha                  | Leo Zobel            | Desider May          | Max Walter                    |                         |
| 1933 | Mnichovo Hradiště      | Salo Flohr           | Amos Pokorný         | Emil Richter                  |                         |
| 1936 | Poděbrady              | Salo Flohr (1.)      | Jan Foltys (3.)      | Jiří Pelikán (8.)             |                         |
| 1938 | Praha                  | Karel Opočenský      | Pavel Hermann        | Jan Foltys                    | Růžena Suchá            |
| 1946 | Ostrava                | Luděk Pachman        | Miroslav Katětov     | Jan Foltys                    | Nina Hrušková-Bělská    |
| 1948 | Bratislava             | Emil Richter         | František Zíta       | Maximilián Ujtelky            | Nina Hrušková-Bělská    |
| 1950 | Gottwaldov             | Miroslav Filip       | Jiří Fichtl          | Jiří Podgorný                 |                         |
| 1951 |                        |                      |                      |                               | Růžena Suchá            |
| 1952 | Tatranská Lomnica      | Miroslav Filip       | Jaroslav Šajtar      | Luděk Pachman                 | Nina Hrušková-Bělská    |
| 1953 | Praha                  | Luděk Pachman        | Miroslav Filip       | František Zíta                | Nina Hrušková-Bělská    |
| 1954 | Praha                  | Miroslav Filip       | Luděk Pachman        | Ladislav Alster               | Růžena Suchá            |
| 1955 | Praha                  | Ján Šefc             | Ladislav Alster      | František Pithart             | Kveta Jeništová-Eretová |
| 1956 | Poděbrady              | Ladislav Alster      | František Zíta       | Miroslav Herink               | Nina Hrušková-Bělská    |
| 1957 | Praha                  | Luděk Pachman        | Jiří Fichtl          | Miroslav Filip                | Dana Prashilova         |
| 1959 | Bratislava             | Luděk Pachman        | Vlastimil Hort       | Maximilián Ujtelky            | Inna Veselá             |
| 1960 | Ostrava                | Jiří Fichtl          | Maximilián Ujtelky   | Vlastimil Hort                | Kveta Jeništová-Eretová |
| 1961 | Košice                 | Luděk Pachman        | Miroslav Filip       | Vlastimil Hort                | Kveta Jeništová-Eretová |
| 1962 | Jablonec nad Nisou     | Lubomír Kaválek      | Vlastimil Hort       | František Blatný              | Kveta Jeništová-Eretová |
| 1963 | Praha                  | Luděk Pachman        | Miroslav Filip       | Lubomír Kaválek               | Kveta Jeništová-Eretová |
| 1964 | Brno                   | Vlastimil Jansa      | František Blatný     | Jan Smejkal                   | Kveta Jeništová-Eretová |
| 1965 | Pardubice              | Josef Augustin       | Ervin Nowak          | František Pithart             | Jana Malipetrova        |
| 1966 | Harrachov              | Luděk Pachman (3.)   | Vlastimil Hort (5.)  | Miroslav Filip (7.)           | Kveta Jeništová-Eretová |
| 1967 | Bratislava             | Július Kozma         | Jan Smejkal          | Jindřich Trapl                | Jana Malipetrova        |
| 1968 | Luhačovice             | Lubomír Kaválek      | Jan Smejkal          | Vlastimil Hort                | Stepanka Vokřálová      |
| 1969 | Luhačovice             | Vlastimil Hort (3.)  | Jan Smejkal (5.)     | Vlastimil Jansa (6.)          |                         |
| 1970 | Havířov                | Vlastimil Hort       | Vlastimil Jansa      | Jan Smejkal                   | Stepanka Vokřálová      |
| 1971 | Luhačovice             | Vlastimil Hort (1.)  | Jan Smejkal (4.)     | Josef Přibyl (5.)             |                         |
| 1972 | Třinec                 | Vlastimil Hort       | Vlastimil Jansa      | Josef Přibyl                  | Stepanka Vokřálová      |
| 1973 | Luhačovice             | Jan Smejkal (1.)     | Vlastimil Hort (3.)  | Ján Plachetka (4.)            |                         |
| 1974 | Rimavská Sobota        | Vlastimil Jansa      | Vlastimil Hort       | Lubomír Neckář                | Margita Polanová        |
| 1975 | Brno                   | Vlastimil Hort (1.)  | Vlastimil Jansa (4.) | Josef Augustin (9.)           | Kveta Jeništová-Eretová |
| 1976 | Ostrava                | Eduard Prandstetter  | Josef Augustin       | Jan Sikora                    | Kveta Jeništová-Eretová |
| 1977 | Děčín                  | Vlastimil Hort (3.)  | Eduard Meduna (6.)   | Vlastimil Jansa (8.)          | Stepanka Vokřálová      |
| 1978 | Mariánské Lázně        | Eduard Prandstetter  | Jan Smejkal          | Jan Sikora                    | Stepanka Vokřálová      |
| 1979 | Trenčianske Teplice    | Jan Smejkal          | Ľubomír Ftáčnik      | Vlastimil Hort                | Eliška Richtrová        |
| 1980 | Trnava                 | Jan Ambrož           | Ľubomír Ftáčnik      | Josef Přibyl                  | Eliška Richtrová        |
| 1981 | Hradec Králové         | Ľubomír Ftáčnik (2.) | Jan Smejkal (4.)     | Eduard Meduna (5.)            | Eliška Richtrová        |
| 1982 | Frenštát pod Radhoštěm | Ľubomír Ftáčnik      | Karel Mokrý          | Josef Přibyl Eliška Richtrová |                         |
| 1983 | Bratislava             | Ľubomír Ftáčnik (2.) | Josef Přibyl (4.)    | Jan Smejkal (6.)              | Hana Modrová            |
| 1984 | Šumperk                | Vlastimil Jansa      | Vlastimil Hort       | Jan Smejkal                   | Jana Hájková            |
| 1985 | Trenčianske Teplice    | Ľubomír Ftáčnik (2.) | Karel Mokrý (3.)     | Eduard Meduna (5.)            | Petra Kišová            |
| 1986 | Praha                  | Jan Smejkal          | Aleš Pekárek         | Jiří Lechtýnský               | Kveta Jeništová-Eretová |
| 1987 | Námestovo              | Eduard Meduna (2.)   | Jiří Nun (3.)        | Pavel Blatný (4.)             | Jana Hájková            |
| 1988 | Třinec                 | Pavel Blatný         | Aleš Pekárek         | Ján Plachetka                 | Eliška Richtrová        |
| 1989 | Praha                  | Ľubomír Ftáčnik (2.) | Karel Mokrý (4.)     | Pavel Blatný (6.)             | Petra Kišová            |
| 1990 | Brno                   | Pavel Blatný         | Štefan Gross         | Eduard Prandstetter           | Jana Hájková            |
| 1991 | Bratislava             | Igor Gažík           | Petr Hába            | Alois Lanč                    | Eva Repková             |
| 1992 | Praha                  | Vítězslav Rašík      | Ján Plachetka        | Ivan Hausner                  | Petra Kišová            |

## Vícenásobní vítězové
- 7 titulů: Luděk Pachman
- 6 titulů: Vlastimil Hort
- 5 titulů: Ľubomír Ftáčnik
- 3 tituly: Miroslav Filip, Vlastimil Jansa, Karel Opočenský, Jan Smejkal

## Šampioni v korespondenčim šachu
I., II., III., IV. 'Žádná data' 

V. Vlastimil Jansa (1953-1954) 

VI. Vladimir Mahel, Josef Bradza (1955-1956) 

VII. Josef Bradza (1957-1958) 

VIII. Josef Snajdr (1959-1960) 

IX. Josef Smrcka (1961-1962) 

X. Josef Snajdr (1963-1964) 

XI. Josef Nun (1965-1966) 

XII. Josef Nun (1967-1968) 

XIII. Emil Vitasek (1969-1970) 

XIV. Josef Franzen (1971-1972) 

XV., XVI. 'Žádná data' 

XVII. Josef Hrach (1977-1978) 

XVIII. Igor Privara (1979-1980) 

XIX. Milan Manduch (1981-1982) 

XX. Pavel Miskovsky (1983-1984) 

XXI. Peter Marczell (1985-1986) 

XXII. Milan Mraz (1987-1988) 

XXIII. Jan Slovak (1989-1990) 

XXIV. Petr Laurenc (1991-1992)